# Serra dos Matões

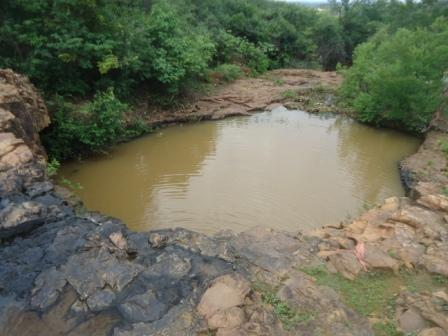
Nascente do Rio Corrente na Serra dos Matões, em Pedro II - PI

A Serra dos Matões é uma formação montanhosa brasileira existente no território do Estado do Piauí, no Nordeste brasileiro. É uma extensão do planalto da Ibiapaba, localizando-se nos seus contrafortes, no lado piauiense. Engloba os municípios de Pedro II e Domingos Mourão, na região norte do Estado e sua altitude máxima fica em torno dos 840 metros, nas proximidades dos povoados São João e Serra dos Matões, zona rural de Pedro II-PI, no entanto, possui elevações em torno dos 500 metros em sua maior parte, ficando a sede do município de Pedro II a cerca de 603 metros de altitude, o que lhe garante um clima um pouco mais ameno.
Sua face norte possui formação de cuesta com abrupta escarpa íngreme, ao passo que a leste, sul e oeste, ocorre suave declive. Está encravada numa faixa de transição entre os climas tropical típico e semiárido, de modo que o local apresenta vegetação de transição entre a caatinga arbórea (carrasco), cerrado e mata de cocais, com destaque para os carnaubais. Em alguns pontos isolados da serra, próximos as escarpas íngremes, verifica-se a ocorrência de pequenos trechos de Mata Atlântica devido a umidade acumulada em função da altitude.
Nas partes mais altas verifica-se a manifestação de vegetação arbustiva esparsa, denominada campos rupestres. Também em função da altitude, é comum que as temperaturas sejam mais amenas em relação ao resto do território piauiense, com media anual de 29 °C, chegando aos 15 °C nas partes mais altas da serra, nos meses de junho a agosto. Também não são raras a ocorrência de neblina e serração no período chuvoso, entre os meses de janeiro a maio.
No local existem nascentes de vários rios e riachos, com destaque para os rios corrente e dos matos. Boa parte da sua vegetação original já foi desmatada pela especulação imobiliária e pela agricultura tradicional com a prática de queimadas para preparação do solo para o plantio (agricultura de coivaras).
No ano de 2017 o governo estadual, através da Secretaria de Meio Ambiente e Recurso Hídricos, anunciou a intenção de criar um parque estadual para proteção ambiental do local, denominado Parque Estadual das Orquídeas, englobando boa parte da serra no município de Pedro II, especialmente o local onde está localizada a nascente do rio Corrente, contudo, a referida área de proteção ainda encontra-se em fase de estudos.